# Miguel Herminio Daux

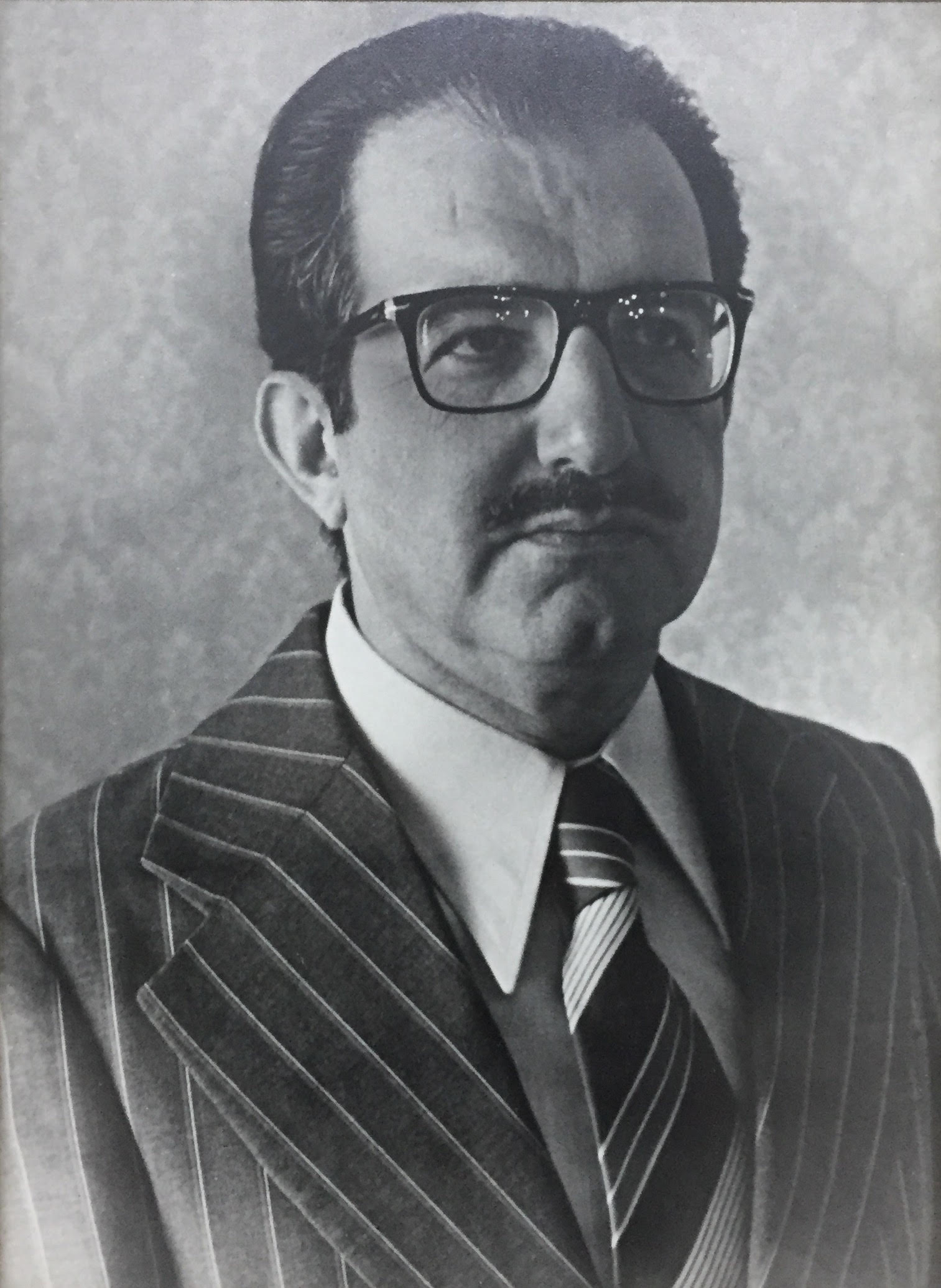
Miguel Herminio Daux

Miguel Herminio Daux (Florianópolis, 7 de fevereiro de 1931 - Florianópolis, 1 de novembro de 2009) foi um advogado e dirigente esportivo brasileiro.
De origem paterna libanesa, casou-se em 1961 com Teresinha de Jesus Gonzaga Daux, com a qual teve três filhos: Miguel Herminio Daux Filho, Rita de Cássia Gonzaga Daux e Felipe Gonzaga Daux.

## Formação
Daux graduou-se no curso de Direito pela Universidade Federal de Santa Catarina em 8 de dezembro de 1954. Posteriormente graduou-se em Administração pelo Conselho Federal de Técnicos de Administração em 1972. 

## Carreira
Miguel Herminio Daux ingressou na OAB/SC em 1º de junho de 1955, sob o nº 0292. Foi presidente da instituição entre dezembro de 1976 e janeiro de 1977,  além de ter exercido os cargos de Conselheiro Estadual (biênios 1971/1973, 1973/1975, 1981/1983, 1983/1985, 1985/1987 e 1987/1989); Vice-presidente da OAB/SC (entre fevereiro de 1975 e dezembro de 1976); Conselheiro Federal (gestão 1991/1993); Presidente do Tribunal de Ética e Disciplina da OAB/SC, (gestões 1995/1997, 1998/2000 e 2001/2003). Consagrou-se como membro honorário vitalício da OAB.
Foi juiz eleitoral no Tribunal Regional Eleitoral de Santa Catarina.
Teve participação do Núcleo de Conciliação do Tribunal de Justiça de Santa Catarina. No dia 11 de dezembro de 2003, recebeu da OAB/SC a Medalha João Baptista Bonassis. Também foi homenageado no dia 26 de outubro de 2007, em Sessão Plenária na sede da OAB/SC, pelo Tribunal de Ética e Disciplina e pela Diretoria da Seccional da OAB/SC e condecorado no dia 1º de outubro de 2008, no Tribunal de Justiça de Santa Catarina, com a Medalha da Ordem do Mérito Judiciário.
Ingressou nas Centrais Elétricas de Santa Catarina S.A. – CELESC logo após graduar-se em direito e por mais de três décadas trabalhou no departamento jurídico. Foi um dos idealizadores e responsáveis diretos pela constituição, estruturação e implementação da Fundação Celesc de Seguridade Social – Celos. Fez parte do Conselho Fiscal da Fundação entre 1974 e 1978.
Foi presidente do time de futebol catarinense Avaí Futebol Clube no biênio 1953/1954, assim como seu pai, Miguel Daux.

## Morte
Miguel Herminio Daux faleceu vítima de um câncer pulmonar no dia 1º de novembro de 2009, em sua cidade natal.